# Aerangis ellisii
Aerangis ellisii es una orquídea epífita originaria de Madagascar.

## Descripción
Es una planta pequeña de tamaño que prefiere clima caliente a fresco, epífita, con raíces alargadas y tallo carnoso y ligeramente brillante, de color verde y que florece en una inflorescencia axilar en racimo de 60 cm de larga con  13 a 24  flores de 6 cm de ancho, muy fragantes con olor a nuez moscada. Se ha sugerido que la variedad grandiflora es sólo lo que sucede cuando una planta está bien cultivada y así son las flores, mayores que en la naturaleza.

## Descripción y hábitat
Se encuentra en el centro y el este de Madagascar en elevaciones de 1100 a 1400 m s. n. m.

## Taxonomía
Aerangis ellisii fue descrita por (De Wild.) Schltr. y publicado en Die Orchideen 598. 1914.
Etimología
El nombre del género Aerangis procede de las palabras griegas: aer = (aire) y angos = (urna), en referencia a la forma del labelo.
ellisii: epíteto otorgado en honor de Ellis (ministro inglés y recolector de orquídeas en los años 1800).
Sinonimia
- Aerangis alata H.Perrier (1938)
- Aerangis ellisii var. grandiflora J.Stewart (1986)
- Aerangis platyphylla Schltr. (1925)
- Angorchis ellisii (B.S.Williams) Kuntze (1891)
- Angraecum buyssonii God.-Leb. (1891)
- Angraecum dubuyssonii God.-Leb. (1887)
- Angraecum ellisii B.S. Williams (1871)[3][4]
- Aerangis ellisii var. grandiflora J.Stewart (1986).